# Ukiyo-e
Ukiyo-e (浮世絵?) —traducido del japonés, «pinturas del mundo flotante»— o estampa japonesa es un género de grabados realizados mediante xilografía o técnica de grabado en madera, producidos en Japón entre los siglos XVII y XX, entre los que se encuentran imágenes paisajísticas, del teatro y de zonas de alterne.

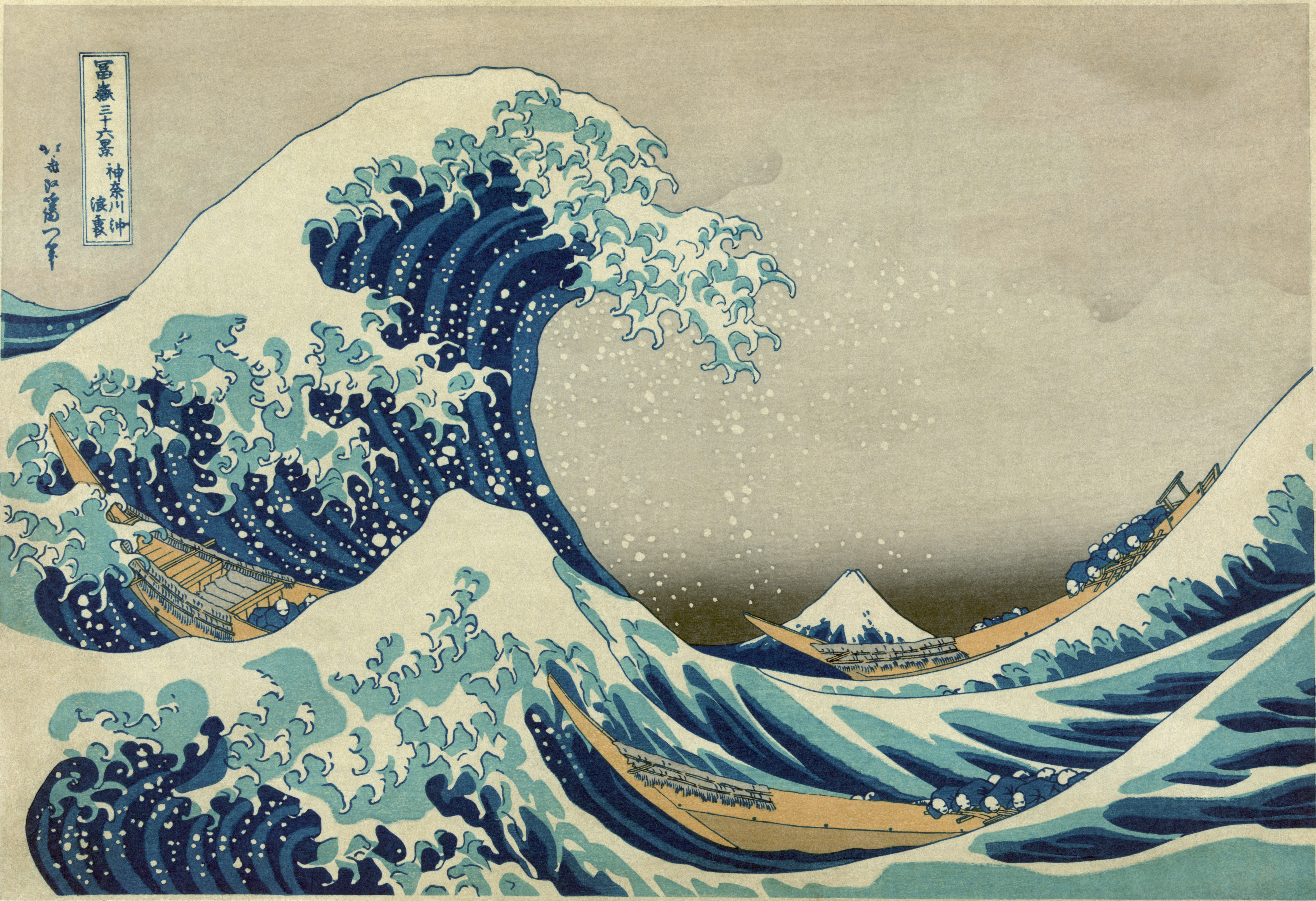
La gran ola de Kanagawa (1830-1833), grabado de Katsushika Hokusai, Metropolitan Museum of Art, Nueva York.

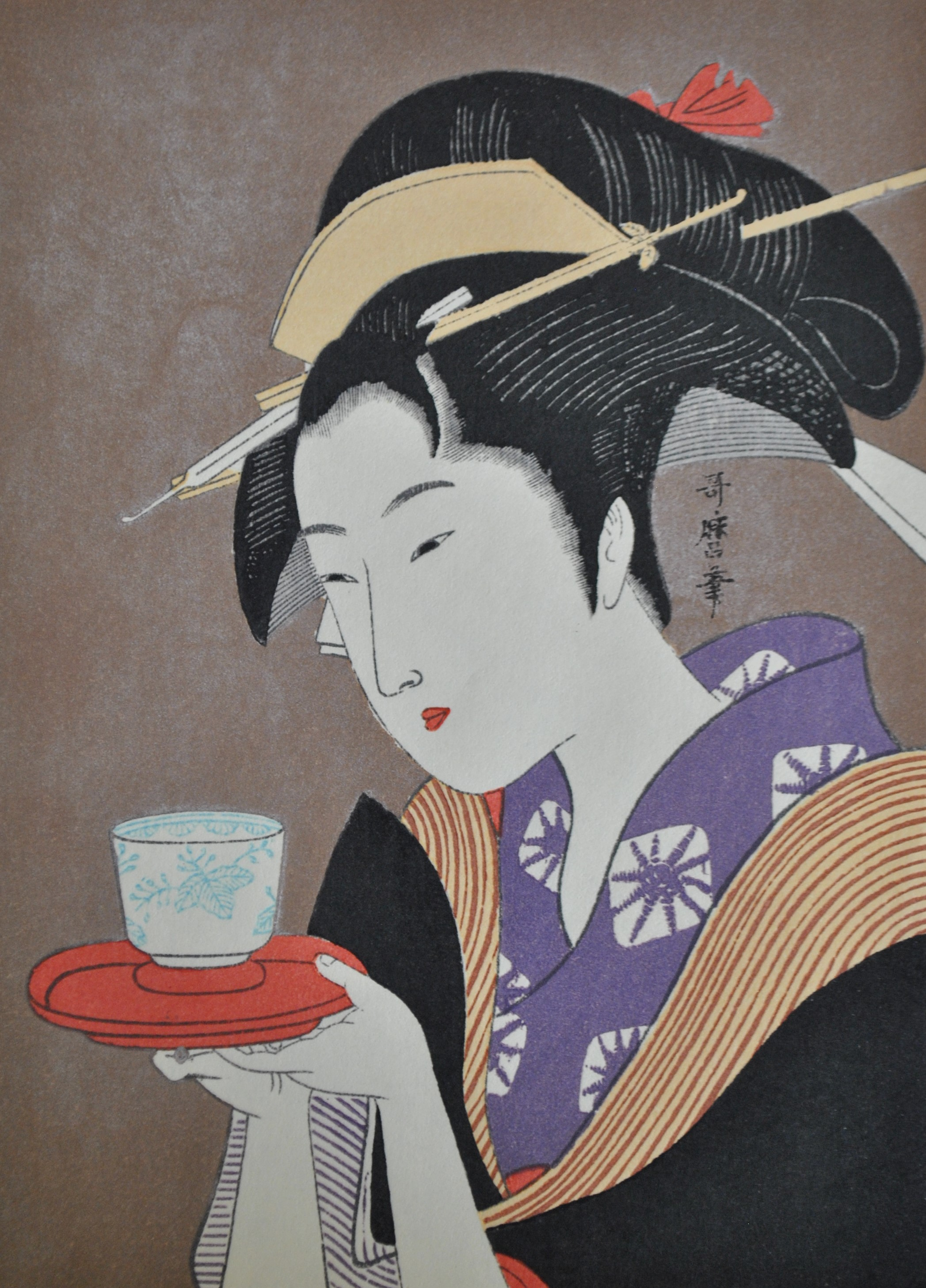
Naniwaya Okita de Kitagawa Utamaro.

Ukiyo quiere decir literalmente «mundo flotante» pero hace referencia a una idea de felicidad derivada de la realización de que el mundo es «efímero, fugaz o transitorio». Esta palabra pertenece a la cultura chōnin que tuvo su auge en los centros urbanos de Edo (actualmente Tokio), Osaka y Kioto. Es una alusión irónica al término homónimo «Mundo Doloroso» (憂き世), el plano terrenal de muerte y renacimiento en el que se basa la religión budista.
Esta forma de arte, que alcanzó su mayor grado de popularidad en la cultura metropolitana de Edo durante la segunda mitad del siglo XVII, se originó con los trabajos de un solo color de Hishikawa Moronobu en la década de 1670. En un principio, solo se utilizaba tinta china y luego algunos impresos eran coloreados de forma manual con pinceles, pero en el siglo XVIII Suzuki Harunobu desarrolló una técnica de impresión polícroma para producir nishiki-e. 
El ukiyo-e era accesible, dado que podía ser producido de forma masiva. Por lo general, eran adquiridos por personas sin suficiente nivel económico como para poder comprarse una pintura original. El tema original de los ukiyo-e era la vida de la ciudad, particularmente actividades y escenas de lugares de entretenimiento. Cortesanas hermosas, robustos luchadores de sumo y actores populares eran representados realizando actividades atractivas. Más adelante los retratos paisajistas se popularizaron, y los temas políticos e imágenes sobre individuos de los estratos bajos de la sociedad fueron prohibidos, pasando así a ser temas raramente elaborados. El sexo fue también un tema prohibido, pero aparecía de forma continua en los impresos ukiyo-e. Algunos artistas y editoriales fueron sancionados por crear impresos ukiyo-e con escenas de sexo explícito, también conocidos como shunga. 
El ukiyo-e fue fundamental para conformar la percepción occidental del arte japonés a finales del siglo XIX, en particular los paisajes de Hokusai e Hiroshige. A partir de la década de 1870, el japonismo se convirtió en una tendencia importante y tuvo una fuerte influencia en los primeros impresionistas como Edgar Degas, Édouard Manet y Claude Monet, además de tener un impacto en postimpresionistas como Vincent van Gogh y artistas del Art Nouveau, como Henri de Toulouse-Lautrec. La estampa japonesa también influyó en algunos de los cuadros de Goya. 

## Historia

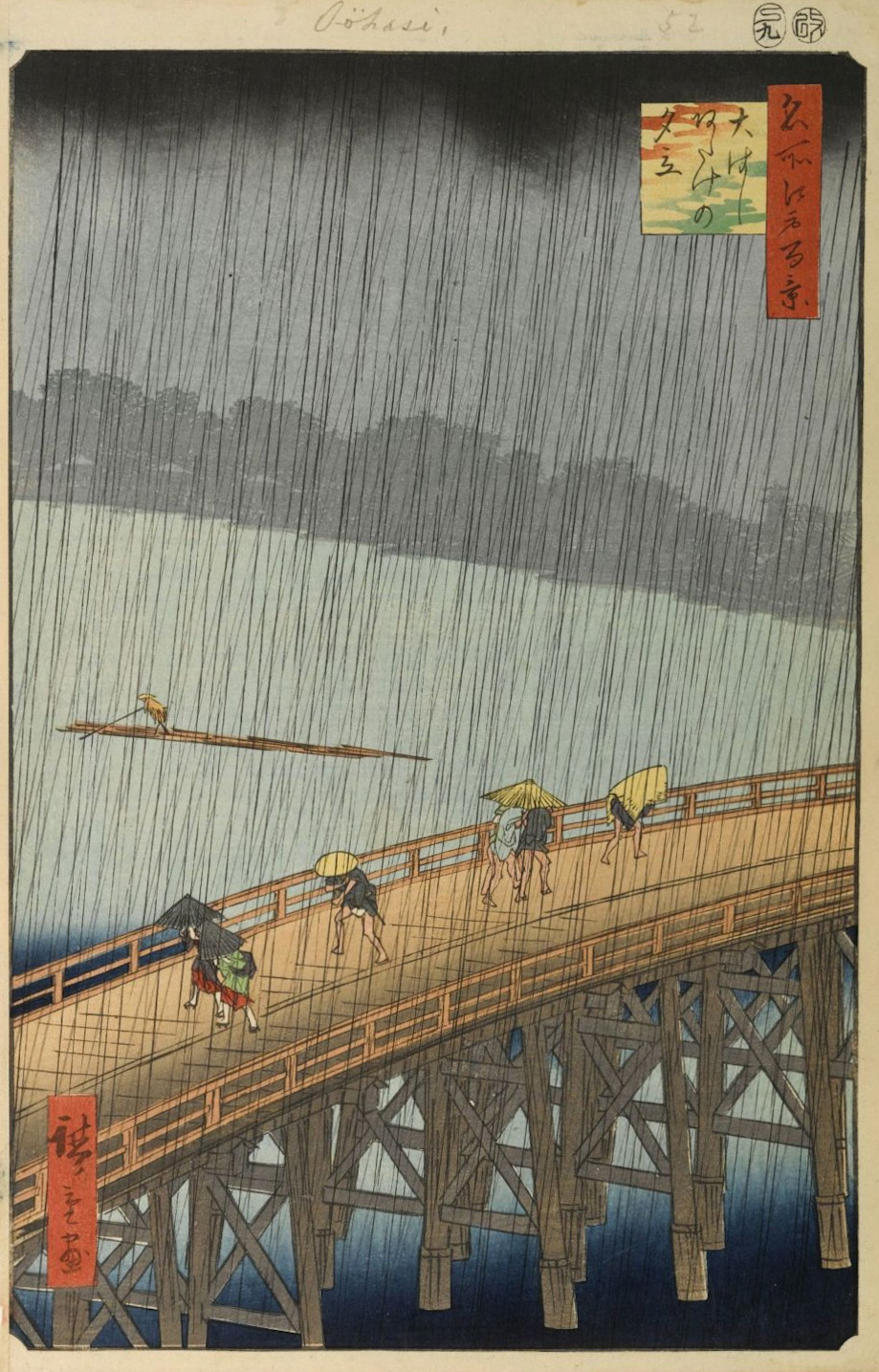
El puente Ōhashi en Atake bajo una lluvia repentina (1857), de Utagawa Hiroshige, Brooklyn Museum of Art, Nueva York.

El ukiyo-e puede ser categorizado en varios periodos diferentes de arte: el periodo Edo (1603 – 1867), "cuya capital estaba establecida en un lugar homónimo, en lo que  ahora conocemos como Tokio, Japón". El periodo Edo fue en su mayoría un periodo de calma que proporcionó el entorno ideal para el desarrollo artístico en una forma comercial; mientras que el periodo Meiji se caracterizó por la apertura de Japón a nuevas influencias provenientes de Occidente.
Las raíces del ukiyo-e datan de la urbanización que tuvo lugar a finales del siglo XVI, que llevó al desarrollo de una clase de comerciantes y artistas que comenzaron a escribir historias o novelas y a pintar imágenes, ambas formas compiladas en los ehon (絵本, libros de imágenes, libros con historias e ilustraciones), como la edición de 1608, Cuentos de Ise (Ise-monogatari) de Honami Koetsu. El Ukiyo-e era comúnmente utilizado para ilustrar dichos libros, pero evolucionó posteriormente hacia la producción de impresos de una sola página, como por ejemplo las postales de kakemono-e o los carteles del teatro kabuki. Las inspiraciones provenían originalmente de los trabajos artísticos y los cuentos chinos. Otras historias estaban basadas en la vida urbana y la cultura. Las guías turísticas eran también populares, y todo esto tenía un propósito comercial y estaba ampliamente disponible. Hishikawa Moronobu, quien para ese entonces ya utilizaba la pintura polícroma, se convirtió en un artista muy influyente en años posteriores a la década de 1670.
A mediados del siglo XVIII, las técnicas permitían la producción de impresos a todo color, llamados nishiki-e, y datan de este periodo los ukiyo-e que se reproducen hoy en día en postales y calendarios. Utamaro, Hokusai, Eishi, Hiroshige y Sharaku fueron algunos artistas prominentes durante este periodo. Después de estudiar los trabajos artísticos europeos, se tomaron algunas ideas como la incorporación de la perspectiva en retroceso. Las imágenes de Katsushika Hokusai representaban sobre todo paisajes y naturaleza. Sus Treinta y seis vistas del monte Fuji (富嶽三十六景, Fugaku sanjurokkei) fueron publicadas a partir de 1831. Ando Hiroshige y Kunisada también realizaron muchas estampas con motivos naturales.
En 1842, como parte de las reformas Tenpō, las imágenes de cortesanas, geishas y actores (ej. onnagata) fueron prohibidas. Sin embargo, las imágenes con dichos motivos resurgieron nuevamente cuando fueron permitidas otra vez.
Durante la era Kaei (1848-1854), muchos buques mercantes extranjeros arribaron a Japón. El ukiyo-e de ese tiempo reflejaba los cambios culturales de ese periodo.

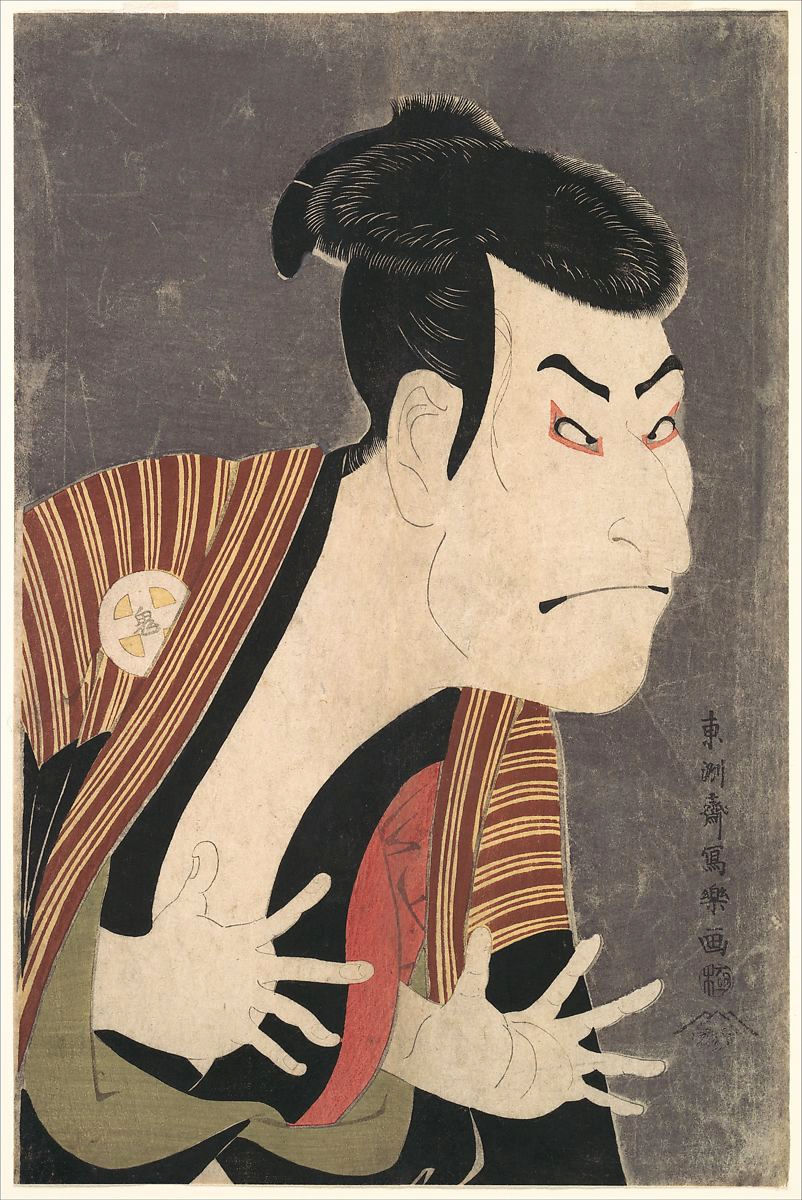
Tōshūsai Sharaku — Otani Oniji II, 1794. El actor de Kabuki Otani Oniji II en el papel de Yakko Edobe.

Posteriormente a la Restauración Meiji en 1868, Japón abrió sus puertas a las importaciones de Occidente, incluyendo técnicas fotográficas y de impresión. Los colores de plantas naturales utilizados en el ukiyo-e fueron reemplazados por colorantes químicos importados de Alemania. A pesar de que el ukiyo-e, siendo reemplazado en gran parte por la fotografía, fue pasando de moda en Japón durante el bunmei-kaika (文明開化, el movimiento japonés de occidentalización ocurrido a principios del periodo Meiji), este se convirtió en fuente de inspiración en Europa para el Cubismo y varios otros artistas impresionistas, como Monet, Degas, postimpresionistas, como Van Gogh, modernistas como Klimt, fauves como Matisse y muchos otros. Esta influencia fue conocida como el japonismo. Los primeros trabajos históricos y críticos completos sobre ukiyo-e vinieron de Occidente, de la mano de Ernest Fenollosa, profesor de Filosofía en la Universidad Imperial de Tokio desde 1878 y Comisionado de Bellas Artes del gobierno japonés desde 1886.

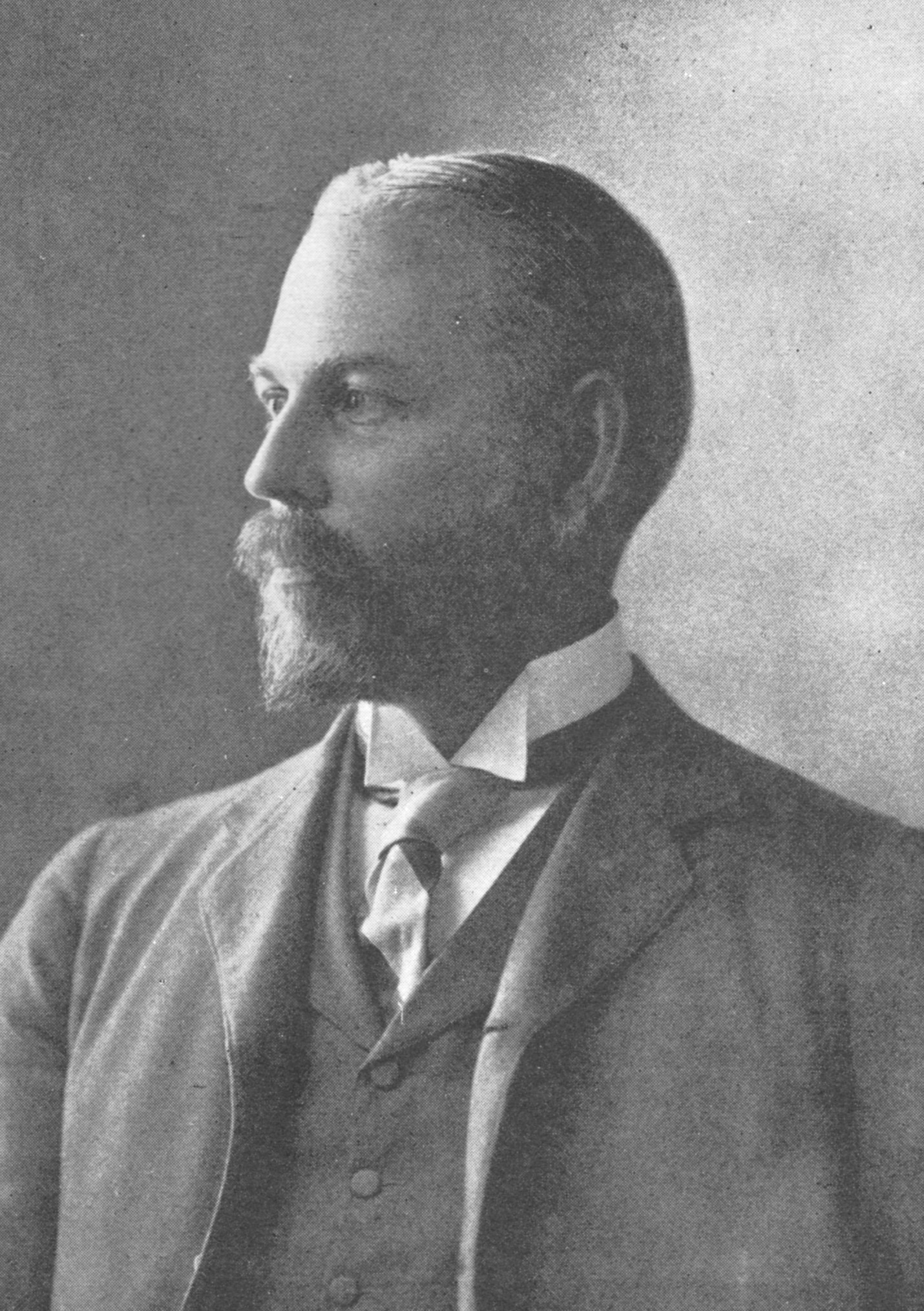
El erudito estadounidense de arte japonés Ernest Fenollosa fue el primero en completar una historia crítica integral del ukiyo-e.

En el siglo XX, durante los periodos Taishō y Shōwa, el Ukiyo-e experimentó un renacimiento en las formas de los movimientos shin hanga y sōsaku hanga, ambos estaban orientados a distinguirse del arte comercial tradicional masivo. En forma un tanto irónica, el shin hanga —literalmente "nuevos impresos"— se generó en gran parte para ser exportado a los Estados Unidos. Inspirado por el impresionismo europeo, los artistas incorporaron elementos occidentales tales como los efectos de luz y las expresiones de los estados de ánimo individuales, pero enfocados estrictamente en temas tradicionales. El principal editor fue Watanabe Shozaburo, a quien se le acredita la creación del movimiento. Entre los artistas importantes de este periodo se encuentran Shinsui Ito y Kawase Hasui, quien fue nombrado Tesoro Nacional Viviente por el gobierno japonés.
El movimiento menos conocido sōsaku hanga —literalmente "impresos creativos"— seguía el concepto occidental de lo que debía ser el arte: el producto de la creatividad de los artistas, más primordial la creatividad que el proceso artesanal. Tradicionalmente los procesos de hacer ukiyo-e como el diseño, el tallado, el impreso y la publicación, estaban separados y eran realizados por diferentes personas, cada una altamente especializada en su labor; el sōsaku hanga buscaba que el artista estuviera involucrado en todas las etapas de producción. El movimiento fue formalmente establecido con la creación de la Sociedad Creativa Japonesa de Impresión en 1918, sin embargo su éxito comercial no fue tan marcado, dado que los coleccionistas occidentales preferían las vertientes japonesas más tradicionales del shin hanga.
El ukiyo-e se continúa produciendo hoy en día y ha ejercido su influencia en diferentes sentidos, sirviendo de inspiración al manga y anime, por ejemplo.

## Creación delukiyo-e

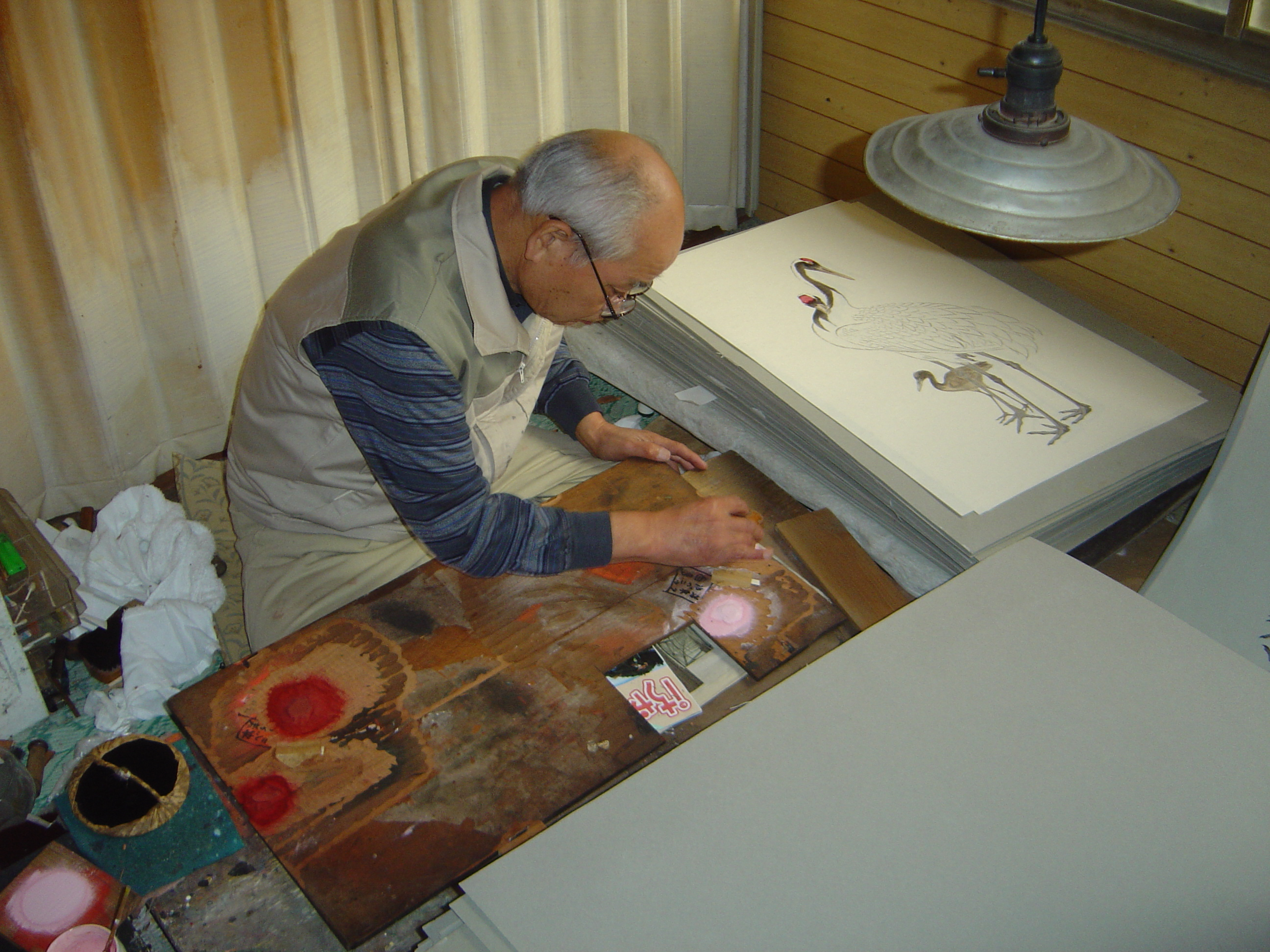
Impresión utilizando planchas de madera.

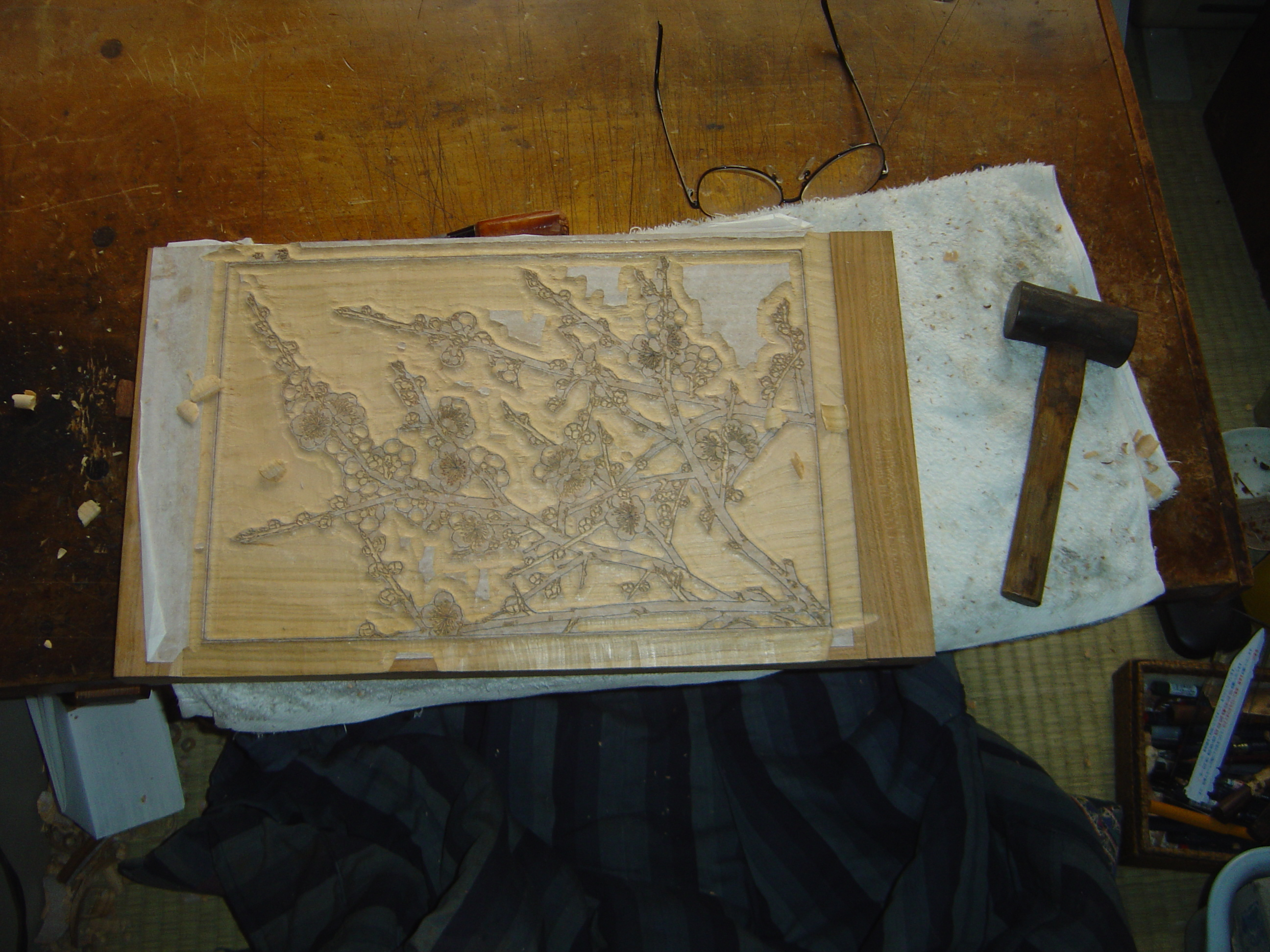
Grabado de los bloques de madera.

Los impresos ukiyo-e se realizan mediante el procedimiento siguiente:
- El artista elabora con tinta un dibujo principal.
- Los artesanos pegan este dibujo, mirando hacia abajo en una plancha de madera, cortando y retirando las áreas blancas del papel, dejando este dibujo —que está al revés— como una impresión en relieve sobre el bloque, pero destruyéndose el dibujo en el proceso.
- Esta plancha se entinta y se imprime, elaborándose así copias muy semejantes al dibujo original.
- Estas impresiones son alternadamente pegadas boca abajo a las planchas, y aquellas áreas del diseño que van a ser impresas con un color en particular se dejan en relieve. Cada una de estas planchas imprime al menos un color en el diseño final.
- Las planchas de madera resultantes se entintan en distintos colores y se imprimen secuencialmente en el papel. La impresión final contiene las impresiones de cada una de las planchas, algunas de ellas impresas más de una vez para obtener la intensidad correcta del color.

## Artistas importantes
- Hiroshige.
- Hokusai.
- Suzuki Harunobu.
- Kunichika.
- Kunisada.
- Sharaku.
- Toyokuni.
- Eishi.
- Utamaro.
- Yoshitoshi.
- Chikanobu.